# سلزسکه پاولوویتسه
سلزسکه پاولوویتسه (به لاتین: Slezské Pavlovice) یک منطقهٔ مسکونی در جمهوری چک است که در شهرستان برونتال واقع شده‌است. سلزسکه پاولوویتسه ۶۰٫۶۳ کیلومتر مربع مساحت و ۱۹۹ نفر جمعیت دارد و ۲۰۰ متر بالاتر از سطح دریا واقع شده‌است.